# Paramyrmococcus chiengraiensis
Paramyrmococcus chiengraiensis är en insektsart som beskrevs av Takahashi 1941. Paramyrmococcus chiengraiensis ingår i släktet Paramyrmococcus och familjen ullsköldlöss.
Artens utbredningsområde är Thailand. Inga underarter finns listade i Catalogue of Life.